# Nike Blazer

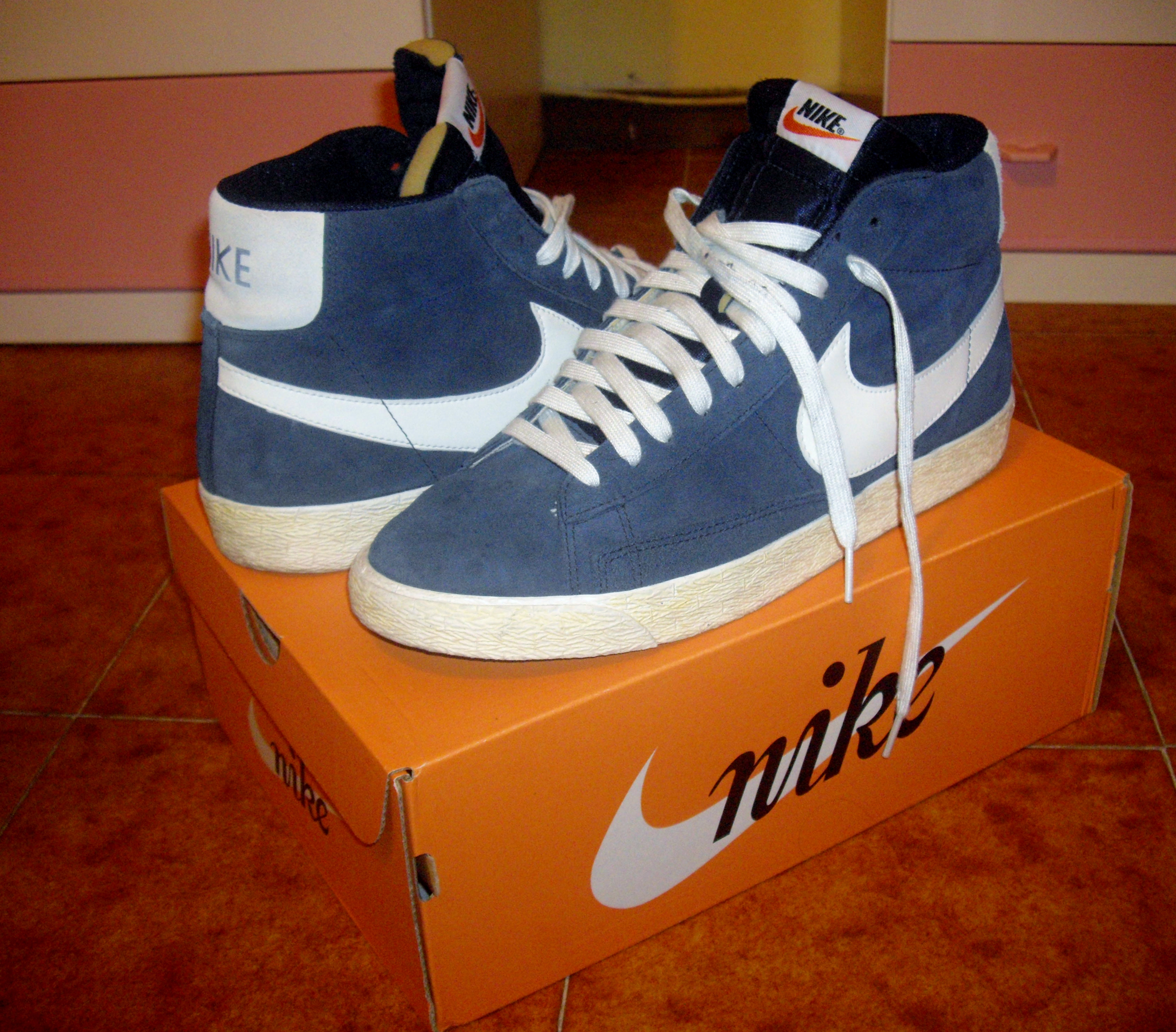
Modello delle Nike Blazer del 2012

Le Nike Blazer, messe in vendita a partire dal 1973, sono il terzo modello di scarpe da ginnastica prodotto dall'esordiente azienda statunitense Nike, fondata pochi anni prima. Concepite, inizialmente, come calzature per la pallacanestro, con il passare degli anni le Nike Blazer si sono diffuse in tutto il mondo come accessori propri dell'abbigliamento casual.

## Storia
Le Nike Blazer sono state indossate dal cestista dell'NBA George Gervin, soprannominato "Iceman". Grazie a lui, i prodotti della nascente azienda di abbigliamento Nike sono stati presentati, per la prima volta, ai fan della celebre lega di basket statunitense. Il modello originale era composto da tre parti: la tomaia in pelle, la linguetta in nylon e la suola in gomma vulcanizzata – un materiale che, al giorno d'oggi, è presente nella maggior parte delle scarpe da ginnastica.
In questo periodo, anche le altre multinazionali incentrate sul mondo dello sport cercavano di trovare personalità note all'interno dell'NBA che potessero fare loro da sponsor e pubblicizzarne i prodotti. Per la Nike, l'ambito della pallacanestro era estremamente competitivo, poiché Julius Erving, per esempio, aveva già contribuito a promuovere le scarpe della Converse, mentre Walt Frazier quelle della Puma. Tuttavia, le Nike Blazer sono riuscite ad ottenere molta popolarità sui campi da basket per via della qualità dei materiali e della tecnologia dietro al loro design.
Al giorno d'oggi, le Nike Blazer sono ancora disponibili sul mercato, anche se il loro ruolo come scarpe da basket è stato superato dopo l'introduzione di design più efficienti e adatti allo sport, come quello delle Nike Air. Delle Blazer esistono anche versioni a caviglia bassa e media.

### Nike Blazer SB
Nel 2005, il nuovo rappresentante della Nike Lance Mountain ha annunciato il modello Nike Blazer SB che, con la sua imbottitura protettiva e le solette interne create con la tecnologia Zoom Air, è stato pensato proprio per lo sport dello skateboard. La prima versione delle Blazer SB presentava un look molto scuro, con una tomaia in pelle scamosciata nera e una suola, anch'essa nera, più spessa rispetto a quella delle classiche Nike Blazer. A completare l'aspetto delle prime Nike SB erano lo swoosh e i lacci, entrambi di color marrone.
È proprio dal 2005 che le Nike Blazer, dopo aver già da tempo lasciato i campi da basket, entrano a far parte ufficialmente del mondo dello skateboard.

## Collaborazioni
Le Nike Blazer sono rimaste popolari fino al giorno d'oggi, anche al di fuori del contesto dello skateboard. Il motivo della loro presenza iconica nella cultura dello streetwear è da individuarsi nelle numerose collaborazioni con altri marchi d'abbigliamento, intraprese dalla Nike per rilasciare nuovi modelli delle Nike Blazer.

### Nike Blazer x Off-White
La Off-White è un'azienda di lusso italiana fondata nel 2012.
Nel settembre del 2017 è avvenuta la prima collaborazione tra quest'ultima e la Nike, dando vita alla serie "The Ten". La Nike Blazer "The Ten" è stata rilasciata proprio in quest'occasione: lo sneaker è caratterizzato dallo swoosh della Nike che si estende dalla tomaia bianca fino alla suola beige.
Nel settembre del 2018 la Nike non ha solo intrapreso un'altra collaborazione con la Off-White, ma ha anche individuato nella tennista statunitense Serena Williams la portavoce del nuovo modello "Queen". La scarpa presenta una tomaia grigia, con la linguetta e la caviglia bianche. La suola, sulla quale si estende, in parte, lo swoosh della Nike, è bianca, rosa e viola; i tre colori sfumano l'uno nell'altro.
Nell'ottobre del 2018, vi è stata un'ulteriore collaborazione tra la Nike e la Off-White, che ha dato vita a due modelli di Nike Blazer in una serie nota come "Spooky Pack". La Nike Blazer "All Hollows Eve" consiste in una tomaia color vaniglia chiaro e uno swoosh di un arancione acceso. Le "Grim Reapers", invece, sono prevalentemente nere, con parti della tomaia di un color grigio scuro. L'unica tonalità accesa è l'arancione, che caratterizza alcuni dettagli più piccoli del design della scarpa.

### Nike Blazer x Sacai
La Sacai è un brand di lusso giapponese fondato nel 1999.
Nel maggio del 2019, Nike e Sacai hanno collaborato in occasione del rilascio della "Black Blue", caratterizzata da una tomaia prevalentemente nera. Il supporto su cui si trovano gli occhielli per i lacci, invece, sono blu. Dietro al solito swoosh bianco, inoltre, se ne cela un altro, anch'esso blu.
Oltre alla "Black Blue", è stata anche rilasciata la "Maze Navy", composta da una tomaia gialla e da uno swoosh rosso, con un altro swoosh color blu marino posto sotto di esso. La punta della scarpa è bianca.
Nell'ottobre del 2019, Nike e Sacai hanno rilasciato la Nike Blazer "White Grey". La scarpa è quasi completamente bianca, con pochi dettagli resi in grigio come lo swoosh nascosto dietro a quello bianco. La linguetta in nylon è beige.
Sempre nell'ottobre del 2019 è stata rilasciata anche la versione "Black Grey", caratterizzata dal colore nero che riveste la parte superiore della scarpa quasi nella sua interezza. Lo swoosh è messo in risalto dall'ombra grigia sottostante, mentre la punta è grigio chiara. La suola e i lacci, invece, sono bianchi.
I quattro modelli di Nike Blazer presentano un'estetica "astratta" che è caratteristica degli indumenti prodotti dalla Sacai.

### Nike Blazer xStranger Things
Stranger Things è una serie televisiva statunitense distribuita su Netflix durante l'estate del 2016.
Nel giugno del 2019 è avvenuta la prima collaborazione tra la serie televisiva e la Nike, che ha visto il rilascio della colorway "Hawkins High", la quale faceva parte di una serie di tre sneaker che includeva le Nike Cortez e le Tailwind. L'aspetto della Blazer "Hawkins High" è caratterizzato da un gusto retrò in sintonia con la serie TV: la tomaia in pelle, così come i lacci e la suola, è bianca, accompagnata da uno swoosh arancione. La linguetta e la caviglia sono, in parte, verdi.
Nel luglio del 2019 è stata rilasciata un'altra serie di tre sneaker, in cui si trova la Nike Blazer "OG Collection". Stavolta la tomaia, di color blu, è realizzata in pelle scamosciata; lo swoosh, in pelle, è completamente bianco, così come la suola e l'imbottitura posteriore.
Un'ulteriore collezione di tre sneaker, che include la Nike Blazer "Upside Down", è stata messa sul mercato nell'agosto del 2019. La tomaia della "Upside Down" è realizzata in tela e si alterna tra il bianco e il blu. Lo swoosh è fatto dello stesso materiale, il che lo rende difficile da discernere a distanza. Il bianco viene utilizzato anche per la suola in gomma e i lacci.

### Nike Blazer x Stüssy
Stüssy è un marchio d'abbigliamento statunitense fondato negli anni ottanta.
Nel 2002 Nike e Stüssy hanno collaborato, creando una scarpa che fosse caratterizzata dagli stili di entrambi i marchi d'abbigliamento. Sono state così rilasciate due varianti di Nike Blazer, una color blu marino con uno swoosh rosa e l'altra, invece, grigia e con uno swoosh verde smeraldo.
Nel 2008 le due compagnie hanno rilasciato tre colorway diverse per la Nike Blazer; tutte e tre fanno parte della "Neighborhood Boneyard Collection" di Stüssy. Questa versione particolare della Blazer presenta un motivo a scacchiera sulla tomaia; la scarpa è disponibile in tre colorazioni diverse, ossia bianco, blu e rosso.

### Nike Blazer x Supreme
Supreme è un marchio d'abbigliamento newyorkese molto in voga nella cultura urbana.
Nell'aprile del 2006, nel periodo in cui la Nike aveva deciso di trasformare la Blazer in una calzatura da skateboard, ha avuto luogo una collaborazione tra quest'ultima e Supreme che ha portato al rilascio di tre colorway differenti della Nike Blazer SB.
La "Varsity Red" presenta una tomaia rossa caratterizzata da un motivo imbottito "trapuntato". I lacci sono neri, mentre lo swoosh è argento e ha un aspetto simile a quello delle squame di serpente. La suola è bianca, così come la scritta "Nike" riportata sull'imbottitura posteriore della scarpa.
La Nike Blazer "Sail", invece, ha una tomaia completamente bianca, completata da lacci bianchi. La parte superiore della scarpa presenta lo stesso effetto imbottito della "Varsity Red". Anche lo swoosh è caratterizzato da un aspetto analogo a quello delle squame di serpente.
Il colorway "Black", infine, è prodotto in pelle completamente nera. Anche in questo caso la tomaia ricalca l'effetto "a trapunta" degli altri due modelli. I lacci sono neri, mentre la suola è bianca, creando un contrasto visivo tra le diverse componenti della scarpa. Lo swoosh, ancora una volta, si basa su un pattern ispirato alle squame di serpente.